# DDR-Kinderhörspielpreis
Der DDR-Kinderhörspielpreis wurde von 1981 bis 1991 in den Kategorien Hörerpreis und Kritikerpreis vom Staatlichen Komitee für Rundfunk vergeben.

## Kinderhörspiel-Hörerpreis
- 1981
  - 1. Platz Der Teufel mit den drei goldenen Haaren nach den Brüdern Grimm von Katrin Lange, Regie: Maritta Hübner
  - 2. Platz Morgen kommt Alf von Regina Weicker, Regie: Joachim Staritz
  - 3. Platz Isabel auf der Treppe von Waldtraut Lewin, Regie: Horst Liepach
- 1982
  - 1. Platz Die Adoption von Katrin Lange, Regie: Maritta Hübner
  - 2. Platz Die Wärme der Temiraner nach Olga Larionowas Der Schuldspruch von Katja Lange-Müller, Regie: Detlef Kurzweg
  - 3. Platz Das Hexenhaus von Albert Wendt, Regie: Peter Groeger
- 1983	
  - 1. Platz Tessi von Walter Stranka, Regie: Manfred Täubert
  - 2. Platz Märchen vom Teufelskarl von Elifius Paffrath, Regie: Rüdiger Zeige
  - 3. Platz Die Zaubergräte nach Charles Dickens von Rolf Gozell, Regie: Norbert Speer
- 1984	
  - 1. Platz Vater gesucht von Gudrun Ott, Regie: Maritta Hübner
  - 2. Platz Die Puppenfee oder Picknick auf dem Friedhof von Waldtraut Lewin, Regie: Norbert Speer
  - 3. Platz Im starren Blick der Enten von Hans Weber, Regie: Manfred Täubert
- 1985	
  - 1. Platz Die Mutprob von Rainer Hohberg. Regie: Maritta Hübner
  - 2. Platz Die Medaille von Katrin Lange, Regie: Maritta Hübner
  - 3. Platz Schiwas Rache oder Die Geschenke der Götter von Annelies Schulz, Regie: Norbert Speer
- 1986	
  - 1. Platz Die Nixe nach den Brüdern Grimm von Wolfgang Mahlow, Regie: Manfred Täubert
  - 2. Platz Das hölzerne Schloss von Bernd Schirmer, Regie: Walter Niklaus
  - 3. Platz Freundinnen von Monika Helmecke, Regie: Christa Kowalski
- 1987	
  - 1. Platz Twini von Hans Weber, Regie: Norbert Speer
  - 2. Platz Aschenputtel '86 von Heinz Kahlau, Regie: Joachim Staritz
  - 3. Platz Die Prinzessin und der Spielmann von Elifius Paffrath, Regie: Manfred Täubert
- 1988	
  - 1. Platz Wie ich Vatis Auto verborgte von Jochen Hauser, Regie: Maritta Hübner
  - 2. Platz Die Schwester von sieben Drachen von Waldtraut Lewin, Regie: Walter Niklaus
  - 3. Platz Der Tag, die Nacht von Joachim Brehmer, Regie: Norbert Speer
- 1989	
  - 1. Platz Das Zauberfass von Rolf Gozell, Regie: Manfred Täubert
  - 2. Platz Unterm grünen, grünen Gras von Hans-Werner Honert, Regie: Maritta Hübner
  - 3. Platz Zum Süden hinab – Nach Norden hinauf oder Claas sucht sein Glück von Wolf Spillner, Regie: Norbert Speer
- 1990	
  - 1. Platz Elefant im Krankenhaus von Gabriele Herzog, Regie: Maritta Hübner
  - 2. Platz Tautropfenliebe von Manuel Schöbel, Regie: Karlheinz Liefers
  - 3. Platz Das grosse Polizeimärchen nach Karel Čapek von Gabriele Bigott, Regie: Norbert Speer
- 1991	
  - 1. Platz Adrian und Lavendel von Albert Wendt, Regie: Karlheinz Liefers
  - 2. Platz Robert und die rechte Hand des Teufels von Monika Lätzsch, Regie: Manfred Täubert
  - 3. Platz Joe Cocker oder Das Urteil von Torsten Enders, Regie: Norbert Speer

## Kinderhörspiel-Kritikerpreis
- 1981	
  - Autorenpreis: Isabel auf der Treppe von Waldtraut Lewin, Regie: Horst Liepach
  - Regiepreis: Vielleicht, vielleicht auch nicht von Jutta Schlott nach einem russischen Märchen, Regie: Christoph Schroth, Rainer Flath
  - Sonderpreis: Far-li-mas von Waldtraut Lewin nach einem Volksmärchen aus Afrika, Regie: Barbara Plensat
- 1982	
  - Autorenpreis: Die Adoption von Katrin Lange, Regie: Maritta Hübner
  - Regiepreis: Wechselschicht von Jutta Schlott, Regie: Sieglinde Scholz-Amoulong
  - Sonderpreis: Wagadu suchen und finden von Waldtraut Lewin, Regie: Rainer Flath
- 1983	
  - Autorenpreis: Tessi von Walter Stranka, Regie: Manfred Täubert
  - Regiepreis: Der Spiegel von Eckhard Rösler, Regie: Christa Kowalski
  - Sonderpreis: Märchen vom Teufelskarl von Elifius Paffrath, Regie: Rüdiger Zeige
- 1984	
  - Autorenpreis: Amor und Psyche nach Apuleius von Heinz Kahlau, Regie: Christa Kowalski
  - Regiepreis: Melechsala oder Die Wahrheit über des Grafen von Gleichen Ehe mit zwei Frauen zugleich nach Karl August Musäus von Andreas Scheiner, Regie: Norbert Speer
  - Sonderpreis: Die Doppelzelle von Bodo Schulenburg
- 1985	
  - Autorenpreis: Der Vogelkopp von Albert Wendt, Regie: Norbert Speer
  - Regiepreis: Die Stiefel von Erich Schlossarek, Regie: Manfred Täubert
  - Sonderpreis: ... und dafür hörst Du den Gesang der Gräser Holmar Attila Mück, Regie: Uwe Haacke
- 1986	
  - Autorenpreis: Milon von Kroton von Dieter Müller, Regie: Klaus Zippel
  - Regiepreis: Das Morgengebet der Prinzipalin von Holmar Attila Mück, Regie: Maritta Hübner
  - Sonderpreis: Die Tage des Drachenliedes von Helga Pfaff und Bodo Schulenburg, Regie: Rüdiger Zeige
- 1987	
  - Autorenpreis: Aschenputtel '86 von Heinz Kahlau, Regie: Joachim Staritz
  - Regiepreis: Das Märchen vom König Florin nach Călin Gruia von Bodo Schulenburg, Regie: Norbert Speer
  - Sonderpreis: Der Verteidiger oder Mutmassungen über Roetter von Hans Bräunlich, Regie: Karlheinz Liefers
- 1988	
  - Autorenpreis: Das Kälbchen und die Schwalbe von Bodo Schulenburg, Regie: Manfred Täubert
  - Regiepreis: Die Zeit aus den Fugen nach Vladimir Pozner von Waldtraut Lewin, Regie: Karlheinz Liefers
  - Sonderpreis Musik: Die Mittagsfrau von Lothar Walsdorf, Musik: Jan Bilk
- 1989	
  - Autorenpreis: Die Insel im Fluss von Waldtraut Lewin, Regie: Karlheinz Liefers
  - Sonderpreis: Am Sonntag, wenn es regnet von Gabriele Bigott, Regie: Norbert Speer
- 1990	
  - Autorenpreis: Kennt jemand dieses Mädchen? von Heinz Kahlau, Regie: Joachim Staritz
  - Sonderpreis Musik: Der Nibelungen Not von Joachim Knauth, Musik: Georg Katzer, Regie: Karlheinz Liefers
- 1991
  - Autorenpreis: Ikaros von Harald Gerlach, Regie: Norbert Speer
  - Sonderpreis: Um 12 in diesem Garten von Willi Sagert, Regie: Karlheinz Liefers
  - Sonderpreis: Adrian und Lavendel von Albert Wendt, Regie: Karlheinz Liefers